# Bibi und Tina
Bibi und Tina sind die Hauptfiguren der gleichnamigen Kinderhörspielserie des Labels Kiddinx. Die Reiterhoffolgen Bibi und Tina sind ein Ableger der Bibi-Blocksberg-Hörspielserie. Tina und der Martinshof tauchen zum ersten Mal in den Bibi-Blocksberg-Folgen 43 und 44 (Der Reiterhof) auf. In Folge 47 (Das Reitturnier) treten sie erneut in Erscheinung. 1991 begann daraufhin die Hörspielreihe Bibi und Tina. Die Reihe besteht aus 119 regulären und 3 Spezial-Folgen (Stand: Juli 2025).
Es wurde auch eine Zeichentrickserie eingefügt, die 62 Folgen umfasst. Die neueren Folgen der Serie umfassen auch Geschichten ohne Hörspieläquivalent. Viele der Hörspielfolgen wurden außerdem als Roman veröffentlicht.
Im März 2010 erschien das erste Hörbuch der Serie, Schatten über dem Martinshof, dem im September desselben Jahres das zweite Hörbuch, Die ungarischen Reiter, folgte und im September 2011 mit Der wilde Hengst das dritte der Reihe. Im Mai 2019 führten die Sprecher erstmals live ein Hörspiel vor Publikum vor. Mit dabei waren die bekannten Sprecher von Bibi, Tina, Alex, Freddy, Holger, Frau Martin, Falko von Falkenstein und Dagobert. Das dort vorgetragene Hörspiel „Zoff“ gehört nicht in die reguläre Hörspielreihe und wurde eigens für den Liveauftritt in Berlin geschrieben. Ein Tonmitschnitt des Auftritts wurde sowohl auf dem offiziellen Bibi-und-Tina-YouTube-Kanal als auch bei bekannten Streamingdiensten veröffentlicht.

## Sprecher
Bis auf den Erzähler, Holger Martin, Susanne Martin und Graf Falko von Falkenstein sowie einige Nebenfiguren ist die Sprecherbesetzung seit Beginn der Serie im Jahr 1991 weitgehend gleich geblieben.
1998 sprang zunächst Regisseur Ulli Herzog für die 32. Folge (Das Schmusepony) als Erzähler ein, da Joachim Nottke diese Aufgabe krankheitsbedingt nicht mehr übernehmen konnte und noch im selben Jahr starb. Diese Folge wurde später mit Gunter Schoß neu aufgenommen. Schoß wirkte nach zwei Umbesetzungen ab Folge 35 als fester Erzähler mit. Die Rolle des Holger Martin wurde zweimal umbesetzt, wobei dieser von Folge 25 bis 49 nicht auftaucht, sondern nur namentlich erwähnt wird. Der 2014 verstorbene Eberhard Prüter wurde durch Sven Riemann als Graf Falko von Falkenstein ersetzt. Arianne Borbach, die Evelyn Meyka als Stimme von Susanne Martin ab Folge 76 abgelöst hatte, starb unerwartet im April 2024; ihre Nachfolge übernahm Silvia Mißbach, die ihr Debüt in Folge 118 hatte.
| Figur                       | Sprecher                                              | Folgen                     |
| --------------------------- | ----------------------------------------------------- | -------------------------- |
| Erzähler                    | Joachim Nottke Gunter Schoß Otto Mellies Peter Hladik | 1–31 32, 35– 33 34         |
| Bibi Blocksberg             | Susanna Bonasewicz                                    | 1–                         |
| Tina Martin                 | Dorette Hugo                                          | 1–                         |
| Susanne Martin              | Evelyn Meyka Arianne Borbach Silvia Mißbach           | 1–75 76–117 118–           |
| Holger Martin               | Charles Rettinghaus Matthias Hinze Marius Clarén      | 1–25 49–56 57–             |
| Graf Falko von Falkenstein  | Eberhard Prüter Sven Riemann                          | 3–80 85–                   |
| Alexander von Falkenstein   | Sven Hasper                                           | 2–                         |
| Barbara Blocksberg          | Helgard Bruckhaus                                     | 1–36                       |
| Bernhard Blocksberg         | Guido Weber                                           | 1–25                       |
| Freddy                      | Oliver Rohrbeck                                       | 1–                         |
| Förster Buchfink            | Klaus-Peter Grap                                      | 61–                        |
| Mühlenhofbauer              | Gerd Holtenau Uli Krohm Kaspar Eichel                 | 2–75 88–109 111–           |
| Robert Eichhorn (Tierarzt)  | Martin Keßler Dietmar Wunder                          | 1–6 56–                    |
| Trödel-Hannes               | Heinz Fabian Horst Lampe Thomas Kästner               | 9, 12 55–92 113            |
| Hufschmied Jahnke           | Alexander Herzog Rainer Gerlach                       | 8, 45, 62 90, 99, 110, 111 |
| Lehrer Cunibert Kraehwinkel | Jürgen Thormann                                       | 36, 46                     |
| Amélie                      | Lina Rabea Mohr                                       | 83, 116                    |

## Figuren
Bibi Blocksberg ist ein 13-jähriges blondes Mädchen, das eine besondere Fähigkeit besitzt: Bibi kann hexen. Sie wohnt bei Neustadt, in dem Vorort Gersthof, verbringt ihre Ferien jedoch liebend gern auf dem Martinshof.
Bibi ist ein Naturtalent, was das Reiten betrifft. Schon in der ersten Reitstunde beweist sie so viel Können, dass sie ihr Lieblingspferd, die anspruchsvolle Schimmelstute Sabrina, reiten darf. Diese ist in späteren Folgen Mutter des kleinen Felix.
Bibi ist äußerst selbstbewusst, frech und liebt das Hexen, weshalb sie auch in jeder Folge mehrfach Hexensprüche verwendet – obwohl Frau Martin das nicht leiden kann.
Tina Martin lebt auf dem Martinshof. Sie ist ein Jahr älter als Bibi und liebt Pferde. Besonders gern mag sie ihr eigenes Pferd, den braunen Hengst Amadeus. Tina hat rote mittellange Haare. Sie kann zwar nicht hexen, erfreut sich jedoch oft an Bibis Zauberkünsten, hat ein waches Gemüt und ist sehr einfallsreich, sodass sie Bibi beim Ausdenken neuer Streiche und Pläne aktiv unterstützen kann. Tina neigt zur Eifersucht, was sich oftmals darin äußert, dass sie sehr empfindlich reagiert, sobald ihr Freund Alexander von Falkenstein Kontakt zu anderen Mädchen hat oder Tina anderweitig zu vernachlässigen scheint.
Frau Martin ist Tinas Mutter. Sie lebt allein mit ihren Kindern Tina und Holger auf dem Martinshof, nachdem ihr Mann und Tinas und Holgers Vater bei einem Unfall ums Leben gekommen ist. Frau Martin, die mit Vornamen Susanne heißt, ist hübsch, gutmütig, tier- und kinderlieb und äußerst vernünftig. Sie ist für die Leitung und die Finanzen ihres Hofes zuständig. Diese Aufgaben erweisen sich manches Mal als schwierig, da ihr einziges Einkommen das Geld ist, das Ferienkinder für ihren Urlaub auf dem Martinshof zahlen müssen. Frau Martin ist eine begnadete und leidenschaftliche Bäckerin. Besonders ihr Butterkuchen ist sehr beliebt.
Holger Martin ist Tinas großer Bruder und Frau Martins Sohn. Er ist 18 Jahre alt und tritt in vielen Bibi-und-Tina-Folgen in Erscheinung. Oft necken Tina und ihr Bruder einander, im Grunde haben sie einander jedoch sehr lieb. Holger ist auf dem Martinshof der Reitlehrer und zuständig für die körperlich anstrengenden Hofarbeiten. Holgers Hengst heißt Pascal, ist grau und in den späteren Folgen Vater von Felix.
Graf Falko von Falkenstein ist der Eigentümer des Martinshofes, den er Frau Martin verpachtet. Er ist sehr wohlhabend und besitzt viele edle Pferde. Am liebsten reitet er seine dunkle Araberstute Cleopatra. Obwohl Falko oftmals einen arroganten Eindruck macht und Wert auf gute Manieren legt, ist er sehr gutmütig und keinesfalls oberflächlich. Stattdessen hegt er freundschaftliche Beziehungen zu Frau Martin, mit der er in einer Schulklasse war und in seiner Jugend eine Liaison hatte, und stört sich nicht an ihrem bürgerlichen Einkommen und der einfachen Herkunft. Er wohnt mit seinem Sohn Alexander auf Schloss Falkenstein. Ihm gehören zahlreiche Ländereien und Forstgrundstücke in der Umgebung.
Falko von Falkenstein hat einen Kinnbart und dadurch Ähnlichkeit mit einem Ziegenbock. Der Ziegenbock des Martinshofes, Hoheit, ist deshalb nach dem Grafen benannt.
Alexander von Falkenstein ist der Sohn des Grafen und in Bibis und Tinas Alter. Er ist trotz seines reichen Vaters nicht überheblich. Alex reitet sehr gerne, vor allem natürlich seinen schwarzen Araber-Hengst Maharadscha. Alexander findet das penible Verhalten seines Vaters zwar oft nervig, akzeptiert ihn aber trotzdem als Autoritätsperson. Deshalb fügt er sich meist seinem Willen und nimmt auch an langweiligen Familientreffen usw. teil, obwohl er keine Lust dazu hat. Bibi und Tina finden ihn deshalb manchmal feige. Alexander, der von den meisten Alex genannt wird, ist genau wie die beiden Mädchen ein begeisterter Pferdefreund.

### Pferde
Die Pferde vom Martinshof:
- Sabrina: Schimmelstute, wird von Bibi geritten
- Amadeus: rotbrauner Fuchs, wird von Tina geritten
- Pascal: schwarz-grauer Hengst, wird von Holger geritten
- Felix: schwarz-graues Fohlen (Sohn von Sabrina und Pascal)
- Topsy: Schimmelstute mit schwarzen Flecken, wurde von Bibis Mutter geritten, Bibis Vater hat auf ihr reiten gelernt
- Max und Moritz: braune Zwillingsponys
- Snoopy: weißes Pony mit schwarzen Flecken (Bibi gewann Snoopy in der Folge „Das Zirkuspony“)
- Paulchen: Bernhards Pony
- Nora: braune Scheckstute
- Blu: Pferd auf dem Hof
- Babuschko: ungarisches Wildpferd von Bibis Freund Mikosch (ist nur zu Gast da, wenn Mikosch auch Ferien dort macht. Sonst sind beide in Ungarn)
- Melinda: Mutter von Max und Moritz
- Janosch und Mikosch: Zwei ungarische Wildpferde, die Tante Paula dem Grafen abgekauft und dem Martinshof geschenkt hat
- Knuddel: Übergangspferd auf dem Martinshof
- Fernando: Waisenfohlen aus Andalusien

Pferde von Schloss Falkenstein:
- Maharadscha: schwarzer Hengst, gehört Alexander
- Cleopatra: Araberstute, Lieblingspferd von Graf von Falkenstein
- Arabia: Araberstute, zweites Pferd von Graf Falkenstein – reitet er auch in einigen Folgen
- Miraculus: „sprechendes“ Zirkuspferd, weiß-grauer Araber
- Fatima: rotbraunes Fohlen, ist zusammen mit Felix auf der Koppel vom Martinshof
- Viele Wildpferde

## Hörspielfolgen

### Reguläre Folgen
- 01 – Das Fohlen (1991)
- 02 – Amadeus ist krank (1991)
- 03 – Papi lernt reiten (1991)
- 04 – Das Zirkuspony (1991)
- 05 – Das Heiderennen (1991)
- 06 – Der Abschied (1991)
- 07 – Tina in Gefahr (1992)
- 08 – Der Hufschmied (1992)
- 09 – Der fliegende Sattel (1992)
- 10 – Das Zeltlager (1992)
- 11 – Papis Pony (1992)
- 12 – Der Liebesbrief (1992)
- 13 – Die Wildpferde, Teil 1 (1992)
- 14 – Die Wildpferde, Teil 2 (1992)
- 15 – Der rote Hahn (1993)
- 16 – Alle lieben Knuddel (1993)
- 17 – Das Herbst-Turnier (1993)
- 18 – Die Lipizzaner (1994)
- 19 – Der große Bruder (1994)
- 20 – Mami siegt (1994)
- 21 – Felix reißt aus (1994)
- 22 – Mikosch kehrt zurück (1995)
- 23 – Ein Pferd für Tante Paula (1995)
- 24 – Der Millionär (1995)
- 25 – Das Weihnachtsfest (1995)
- 26 – Die Osterferien (1996)
- 27 – Der Pferdegeburtstag (1996)
- 28 – Die wilde Meute (1996)
- 29 – Das sprechende Pferd (1997)
- 30 – Eine Freundin für Felix (1997)
- 31 – Die Tierärztin (1997)
- 32 – Das Schmusepony (1998)
- 33 – Alex und das Internat (1998)
- 34 – Das Gespensterpferd (1998)
- 35 – Die falsche Freundin (1999)
- 36 – Das Pferd in der Schule (1999)
- 37 – Der Pferdetausch (1999)
- 38 – Der Glücksbringer (2000)
- 39 – Das Findel-Fohlen (2000)
- 40 – Gefahr für Falkenstein (2000)
- 41 – Der Pferdefasching (2001)
- 42 – Die Superponys (2001)
- 43 – Konkurrenz für Alex (2001)
- 44 – Der Verehrer (2002)
- 45 – Der Pferdedieb (2002)
- 46 – Das Liebeskraut (2002)
- 47 – Die Schnitzeljagd-Falle (2003)
- 48 – Ein ungebetener Gast (2003)
- 49 – Die Pferdeprinzessin (2004)
- 50 – Das Kürbisfest (2004)
- 51 – Besuch aus Spanien (2005)
- 52 – Freddy in der Klemme (2005)
- 53 – Der verhexte Wanderritt (2006)
- 54 – Das Amulett der Gräfin (2006)
- 55 – Der verschwundene Pokal (2007)
- 56 – Die Überraschungsparty (2007)
- 57 – Das große Teamspringen (2008)
- 58 – Die rätselhafte Schatzsuche (2008)
- 59 – Das kleine Rehkitz (2008)
- 60 – Wölfe in der Puszta (2008)
- 61 – Retten die Biber (2009)
- 62 – Holgers Versprechen (2009)
- 63 – Die Waschbären sind los (2009)
- 64 – Hilfe für die Tierpension (2010)
- 65 – Abschied von Amadeus (2010)
- 66 – Allein im Schloss (2010)
- 67 – Das Tierarztpraktikum (2011)
- 68 – Die Urlaubsüberraschung (2011)
- 69 – Ausritt mit Folgen (2011)
- 70 – Das Ritterturnier (2012)
- 71 – Falsches Spiel mit Alex (2012)
- 72 – Der geheimnisvolle Falke (2012)
- 73 – Verloren im Schnee (2013)
- 74 – Spuk im Wald (2013)
- 75 – Wo ist Felix (2013)
- 76 – Die Voltigier-Show (2014)
- 77 – Das kleine Hufeisen (2014)
- 78 – Das Gestüt in England (2014)
- 79 – Rennpferd in Not (2015)
- 80 – Der Waldbrand (2015)
- 81 – Der Pferde-Treck (2015)
- 82 – Die Reiterspiele (2016)
- 83 – Freddy verliebt sich (2016)
- 84 – Der Weihnachtsmarkt (2016)
- 85 – Das Geheimnis der Alten Mühle (2017)
- 86 – Das Filmteam (2017)
- 87 – Das große Unwetter (2017)
- 88 – Ein schlimmer Verdacht (2018)
- 89 – Wildgänse Alarm (2018)
- 90 – Der neue Reiterhof (2018)
- 91 – Der Freundschaftstag (2018)
- 92 – Mission Alex (2019)
- 93 – Das wilde Fohlen (2019)
- 94 – Graf für einen Tag (2019)
- 95 – Vollmond über Falkenstein (2019)
- 96 – Reiten verboten! (2020)
- 97 – Die junge Schäferin (2020)
- 98 – Ein Fall für Dr. Eichhorn (2020)
- 99 – Die Holzdiebe (2020)
- 100 – Das Waisenfohlen (2021)
- 101 – Ärger mit dem Grafen (2021)
- 102 – Eine besondere Freundschaft (2021)
- 103 – Die Schlossrenovierung (2021)
- 104 – Das Pflegepferd (2022)
- 105 – Das blinde Mädchen (2022)
- 106 – Hilfe für den Wald (2022)
- 107 – Club der geheimen Reiter (2022)
- 108 – Die verlorene Freundschaft (2023)
- 109 – Die Heu-Krise (2023)
- 110 – Wirbel um Mikosch (2023)
- 111 – Pst, Waldtiere! (2023)
- 112 – Geheimnis hinter dem Wasserfall (2024)
- 113 – Der rätselhafte Fund (2024)
- 114 – Überraschung auf vier Pfoten (2024)
- 115 – Das unbekannte Pferd (2024)
- 116 – Das Grusellabyrinth (2024)
- 117 – Die Westernreitferien (2025)
- 118 – Der Kanuausflug (2025)
- 119 – Die Fohlenfreundschaft (2025)

### Spezialfolgen
- Viktoria und Sarina auf dem Martinshof (2019)
- Getrennt auf heißer Spur! (2021)
- Nick der Schlittenhund – Adventskalender (2022)

### Musik-CDs
- Das kleine Pony-ABC
- Die schönsten Tierlieder
- Lustige Ponyhoflieder
- Pferdestarke Hits für Kids
- Unsere Lieblings-Pferdelieder
- Winterlieder für den Pferdestall

### Hörbücher
- Schatten über dem Martinshof (März 2010)
- Die ungarischen Reiter (September 2010)
- Der wilde Hengst (September 2011)
- Die geheimnisvolle Köchin (Juni 2012)
- Der Tiger von Rotenbrunn (September 2013)
- Die falschen Weihnachtsmänner (Der Adventskalender zum Hören) (November 2013)
- Indianerpferde in Gefahr (September 2014)
- Der weiße Mustang (September 2015)
- Holger verliebt sich (September 2016)
- Das Fohlen im Schnee (September 2017)
- Ein heißer Sommer (Juli 2018)
- Im Land der weißen Pferde (September 2019)
- Der Mysteriöse Fremde (Oktober 2020)
- Ein Monster im Wald (Oktober 2021)

| Auftauchen der Figuren in der Hörspielserie                                                             | Auftauchen der Figuren in der Hörspielserie |
| --- | --- |
| Bibi Blocksberg                                                                                         | Bibi Blocksberg: „Der Reiterhof (Teil 1 und 2)“, „Das Reitturnier“, Folge 1– |
| Tina Martin                                                                                             | Bibi Blocksberg: „Der Reiterhof (Teil 1 und 2)“, „Das Reitturnier“, Folge 1– |
| Susanne Martin                                                                                          | Bibi Blocksberg: „Der Reiterhof (Teil 1 und 2)“, „Das Reitturnier“, Folge 1– |
| Holger Martin                                                                                           | Bibi Blocksberg: „Der Reiterhof (Teil 1 und 2)“, „Das Reitturnier“, Folge 1–4, 6, 8, 11, 19, 21, 25, 28, 44, 49, 55–58, 62, 64, 65, 67, 68–69, 70, 73, 76, 79, 82, 84–85, 87, 90–92, 96, 100–101, Getrennt auf heißer Spur!, 115, 117, 119                                                       |
| Barbara Blocksberg                                                                                      | Folge 1, 3, 5–6, 11, 16, 17, 20, 25, 36 |
| Bernhard Blocksberg                                                                                     | Folge 1, 3, 6, 11, 17, 20, 25 |
| Graf Falko von Falkenstein                                                                              | Bibi Blocksberg: „Der Reiterhof (Teil 1 und 2)“, „Das Reitturnier“, Folge 3, 5, 9, 11, 13–14, 20, 22–24, 26–27, 29–30, 33, 35–38, 40–49, 51–55, 58, 61, 63, 65–67, 69–73, 78–80, 85, 87, 88–89, 92, 93, 94, 95–98, 100–101, Getrennt auf heißer Spur!, 103, 105–107, 109–110, 113, 115, 117, 119 |
| Alexander von Falkenstein                                                                               | Bibi Blocksberg: „Der Reiterhof (Teil 1 und 2)“, „Das Reitturnier“, Folge 2– |
| Adalbert von Falkenstein                                                                                | Folge 17, 53, 107 |
| Archibald „Archie“ von Wetterstein                                                                      | Folge 22, 46 |
| Sissi von Falkenstein                                                                                   | Folge 37 |
| Tante Paula Pempelfort                                                                                  | Folge 23, 37, 64, 68 |
| Freddy                                                                                                  | Folge 1, 5, 7–8, 17, 21, 28, 38–39, 42, 50, 52, 55, 58, 64, 66, 70, 74, 83, 90, 92, 97, Getrennt auf heißer Spur!, 107, 111–112, 114, 116, 118 |
| Dr. Eichhorn senior                                                                                     | Bibi Blocksberg: „Der Reiterhof (Teil 2)“ |
| Dr. Robert Eichhorn                                                                                     | Folge 1–2, 6, 31, 56, 61, 64, 67, 72, 79, 89, 91, 98, 101, 114, 118 |
| Förster Buchfink                                                                                        | Folge 61, 63, 72–73, 80, 91, 95, 98–99, 101, 106, 111, 114–115, 119 |
| Janosch                                                                                                 | Folge 13–14, 22, 60, 81, 93 |
| Mikosch                                                                                                 | Folge 13–14, 22, 35, 60, 73, 81, 93, 110 |
| Karla Kolumna                                                                                           | Bibi Blocksberg: „Das Reitturnier“, Folge 5, 18, 24, 32, 41, 46 |
| Trödelhannes                                                                                            | Folge 9, 12, 29, 55, 57, 63, 87, 88, 91–92, 113 |
| Der Mühlenhofbauer                                                                                      | Folge 2, 9, 21, 26, 31, 34, 41, 50–52, 59, 61, 67, 73, 75, 88–89, 92, 95, 98, 102, 109, 111, 114–116 |
| Cunibert Kraehwinkel                                                                                    | Folge 36, 37, 46 |
| Amélie                                                                                                  | Folge 83, 116 |
| In den kursiv geschriebenen Folgen treten die Figuren nicht aktiv auf, es wird nur über sie gesprochen. | |

## Serienuniversum
Die Serie Bibi und Tina teilt sich ein Serienuniversum mit den Serien Bibi Blocksberg, Benjamin Blümchen, Elea Eluanda und Kira Kolumna.

## Auszeichnungen
Die gesamte Hörspielserie erhielt bisher 80× Gold und 164× Platin.

## Comics
Bibi und Tina gibt es seit Juli 2002 als Comicserie von Egmont Ehapa, 2014 wechselte die Serie zu Blue Ocean.

## Verfilmungen

### Zeichentrickserie
Am 3. Juli 2004 wurde die Zeichentrickserie Bibi und Tina als Ableger der bereits seit längerem laufenden Serie Bibi Blocksberg im ZDF erstausgestrahlt. Sie umfasst insgesamt 62 etwa 25-minütige Episoden.

### Kinofilme
Am 6. März 2014 kam zum Spin-off von Bibi Blocksberg der Film Bibi & Tina in die Kinos. Der Film mit Lina Larissa Strahl und Lisa-Marie Koroll in den Titelrollen wurde von Juli bis September 2013 in Schleswig-Holstein, Sachsen-Anhalt und Brandenburg gedreht. Regie führte Detlev Buck.
Der zweite Teil – wieder unter der Regie von Detlev Buck – mit dem Titel Bibi & Tina: Voll verhext kam am 25. Dezember 2014 in die Kinos.
Der dritte Teil – erneut unter der Regie von Detlev Buck – mit dem Titel Bibi & Tina: Mädchen gegen Jungs kam am 21. Januar 2016 in die Kinos.
Der vierte Teil mit dem Titel Bibi & Tina: Tohuwabohu Total wurde ebenfalls von Detlev Buck inszeniert. Er kam 2017 in die Kinos. Das Medienboard hat den Film mit 400.000 Euro gefördert. Das Drehbuch stammt – wie in den ersten drei Teilen – von Bettina Börgerding.
Am 21. Juli 2022 kam der fünfte Teil – Regisseur war wieder Detlev Buck – unter dem Titel Bibi & Tina – Einfach anders in die Kinos. Gespielt werden die Figuren dieses Mal von den Schauspielern aus der Amazon-Prime-Serie.

### Reale Serie
Nach den vier Kinofilmen wurde unter der erneuten Regie von Detlev Buck unter dem Titel Bibi & Tina – Die Serie eine Amazon-Prime-Serie produziert. Die erste Staffel beinhaltet 10 Folgen mit einer Länge von jeweils 20 bis 25 Minuten. Die Dreharbeiten fanden in Ostbrandenburg statt; Bibi Blocksberg wird von Katharina Hirschberg, Tina Martin von Harriet Herbig-Matten gespielt. Seit dem 3. April 2020 ist sie für Prime-Kunden abrufbar.

## Freizeitpark
Im Juli 2022 wurde ein Bibi und Tina-Freizeitpark neben dem Karls Erlebnis-Dorf Elstal bei Berlin angekündigt, als Kooperation von Karls und dem „Bibi und Tina“-Rechteinhaber Kiddinx. Das dafür genutzte einstige Militärgelände ist 60.000 Quadratmeter groß. Als Termin wurde zunächst 2024 genannt, später aber auf den 4. Juli 2026 verschoben.